# Omikron
Az omikron (Ο ο) a görög ábécé tizenötödik betűje, az o betű és hang. 

## A ο betűhöz kapcsolódó fogalmak
- O jelölés (statisztika)
- SARS-CoV-2 omikron variáns